# Hernán Díaz (escritor)
Hernán Díaz (Buenos Aires, 1973) es un escritor y profesor argentino afincado en Nueva York, autor de dos novelas A lo lejos (2017) y Fortuna (2022). Esta última va a ser adaptada como serie y emitida por la cadena estadounidense HBO y en cuya producción colaborará Díaz.

## Biografía
Nacido en Buenos Aires en 1973, migró con su familia a Suecia tras el golpe de Estado en Argentina de 1976. A la vuelta de la democracia volvió a Argentina, donde estudió Literatura en la Universidad de Buenos Aires. Posteriormente obtuvo una beca en el King's College en Londres y realizó su doctorado en la Universidad de Nueva York. Reside en Estados Unidos, donde imparte clases en la Universidad de Columbia,

## Obra literaria
Escritor en lengua inglesa. En 2012 publicó su primer libro, Borges, entre la historia y la eternidad (Borges between History and Eternity), un ensayo crítico en el que estudia la relación de Borges con Estados Unidos. Su primera novela A lo lejos (In the Distance) (2017) fue finalista de los premios Pulitzer y PEN/Faulkner y en 2022, publicó Fortuna (Trust), que fue incluido en la lista de los diez mejores libros de ese año por los periódicos The Washington Post y  The New York Times, ganadora del Premio Pulitzer de Ficción (2023), y que será adaptada como serie por la cadena HBO, con Kate Winslet como protagonista y productora ejecutiva y en la que también colabora Díaz como productor.